# Stocketjärnen (Töcksmarks socken, Värmland)
Stocketjärnen är en sjö i Årjängs kommun i Värmland och ingår i Göta älvs huvudavrinningsområde.